# Inglewood, Nebraska
Inglewood är en ort (village) i Dodge County i Nebraska. Vid 2010 års folkräkning hade Inglewood 325 invånare.